# Tanjiahe (sockenhuvudort i Kina, Henan Sheng, lat 31,90, long 113,96)
Tanjiahe är en sockenhuvudort i Kina. Den ligger i provinsen Henan, i den centrala delen av landet, omkring 320 kilometer söder om provinshuvudstaden Zhengzhou. Antalet invånare är 22 472. Befolkningen består av 10 977 kvinnor och 11 495 män. Barn under 15 år utgör 19,0 %, vuxna 15-64 år 69 %, och äldre över 65 år 10,0 %.
Runt Tanjiahe är det tätbefolkat, med 343 invånare per kvadratkilometer. Det finns inga andra samhällen i närheten. Trakten runt Tanjiahe består till största delen av jordbruksmark.
Genomsnittlig årsnederbörd är 1 291 millimeter. Den regnigaste månaden är juli, med i genomsnitt 222 mm nederbörd, och den torraste är december, med 25 mm nederbörd.